# Ophioplinthus medusa
Ophioplinthus medusa is een slangster uit de familie Ophiuridae.
De wetenschappelijke naam van de soort werd in 1878 gepubliceerd door Theodore Lyman. De soort werd voor het eerst verzameld tijdens de Challenger-expeditie bij Antarctica ter hoogte van Keizer Wilhelm II-land (nu deel van het Australisch Antarctisch Territorium).